# Sara Pi
Sara Pi (Barcelona, 1986) és una cantant catalana.
Nascuda en una família de músics, va començar a estudiar solfeig i piano amb 6 anys i cant als 12. De seguida va participar en bandes de soul, funk, reggae i rhythm & blues. El 2008 va començar a treballar amb el productor Érico Moreira, amb qui va fer el disc autoeditat de soul Burning. Durant una setmana van ser número 1 a iTunes. Després va actuar en sales com el Palau de la Música i Sidecar, festivals com el Festival Cruïlla i a la Marató de TV3 del 2013.
El 2013 va començar a treballar per la discogràfica Octubre de Sony i va llançar Wake Up, que era una reedició actualitzada de Burning amb tres temes inèdits. Va incrementar la seva presència en sales i festivals. El 2015 va tornar amb Érico Moreira per fer el disc Break The Chains. Va fer concerts a Calela de Palafrugell, Vic, Sant Cugat, Barcelona o Girona. El 2019 va participar al Festival Vinyasons.